# Gåbddie
Gåbddie är ett naturreservat i Arvidsjaurs kommun i Norrbottens län.
Området är naturskyddat sedan 2013 och är 0,6 kvadratkilometer stort. Reservatet omfattar toppen och berget med detta namn och dess sydvästsluttningar ner mot sjön Tjuvvielgejávrrie. Reservatet består lövrik orörd barrblandskog.